# SN 2008bv
SN 2008bv – supernowa typu Ia odkryta 19 kwietnia 2008 roku w galaktyce UGC 4653. W momencie odkrycia miała maksymalną jasność 18,80m.